# 無垢箸
無垢箸（日语：／），原是佛教用語中意味純真的「無垢」 （页面存档备份，存于）(梵文a-mala)和日本節日時所使用的「箸」所結合的複合詞，是指由無木節的素木切割所而成，純樸樣式的「箸」。
「無垢」一詞來自唐代漢譯佛典，「箸」一字可見於禮記、史記等典籍，但無垢箸卻是在日本所形成的特有概念。雖然日本「箸」的起源可溯及中國及朝鮮半島，而無垢箸僅使用於日本的和食，懷石料理，款待客人時，以及特別節日的食膳上，無垢箸的起源，需訴諸於神佛融和的日本的傳統歷史文化之中。
無垢箸為一次使用，是相對於重複使用的「塗箸」（ぬりばし）之對義詞，塗箸通常屬於在家庭內使用。台日中韓幾個使用筷子的國家中，只有日本的筷子是專屬於個人，而台灣與中韓則是與家人及客人混用。在日本的傳統食膳文化中，「塗箸」指表面上漆、甚至施與華麗樣式的筷子。「塗箸」屬於在家庭內使用，而且家庭成員每人都有其專用的筷子；相對地「無垢箸」則是用於餐廳或節日儀式的場合。所以無論塗箸或無垢箸，筷子在日本的傳統食膳上皆專屬於個人而不與他人混用。

## 外部連結
飛驒御箸: 一期一會 : 純日本飛驒產間伐材無垢箸 （页面存档备份，存于）